# 勒内·贝尔特拉姆
勒内·贝尔特拉姆（德語：René Bertram，1981年7月21日—），德国男子赛艇运动员。他曾代表德国参加世界赛艇锦标赛，获得一枚金牌和一枚铜牌。他也曾参加2004年和2008年夏季奥运会。